# 東京式アクセント
東京式アクセント（）は日本語のアクセント（高低アクセント）の一種である。乙種アクセント（）、第二種アクセント（）とも。標準語・共通語のアクセントを含み、北海道、東北北西部、関東西部・甲信越・東海（岐阜県の一部と三重県の大半を除く）、奈良県南部、近畿北西部・中国地方、四国南西部、九州北東部で用いられる（⇒ #各タイプと分布地域）。東京式アクセントに含まれる大半の方言では、単語に音高の下がり目があるかないか、あればどこで下がるかを区別する体系である。東京式アクセントに関する歴史的資料は18世紀まで遡れる（⇒ #歴史）。

## 体系と型
アクセントには大きく分けて強弱アクセントと高低アクセントがあるが、東京式アクセントは高低アクセントである。高低と言っても、ドレミのような絶対的な音の高さではなく、前の音節よりも高いか低いかという相対的な高さである。東京式アクセントの体系は、語において音の高さ（ピッチ）の下がり目が有るか無いか、有るならばどこに（何拍目に）有るのかが区別され、語ごとにこれが決まっているものである。共通語・東京方言では、1拍目の後に下がり目がある場合を除き、単独の発音では「たまごが」「さかなが」のように、1拍目と2拍目の間にピッチの上昇がある（高く発音する部分を強調表現で示す）。しかし連文節では「このたまごが」「このさかなが」のようになり、必ず語頭で上昇するわけではない。上昇はアクセントの特徴ではなく、一まとまりに発音した句の最初に現れる特徴で、句音調と呼ぶ。一方、「このたまごが」の「ま」と「ご」の間の下がり目は変わらない。この下がり目が単語に固有のアクセントであり、記号○を用いる。「たまご」のアクセントは○○○のように表記し、ピッチの下がり目が2拍目の直後にあることを表す。このような音の下がり目のあるアクセントを起伏式（起伏型、有核型とも）と言う。音が下がる直前の拍（○）をアクセント核と言う。また、「さかな」のように音の下がり目が無いものを平板式（平板型、無核型とも）と言い、アクセント核が無いので○○○のように表す。
ところで、語のアクセントは、助詞（「が」「は」など）が付いた形で考える必要がある。つまり、共通語のアクセントでは、「鼻」と「花」はどちらも単独の場合は「はな」と発音されて区別がない が、助詞を付けて考えると「（鼻）はなが」、「（花）はなが」と発音され区別がある。この例では、「鼻」はアクセント核のない平板型であるのに対し、「花」は2拍目にアクセント核がある型である。起伏式のうち、「花」のような単語の最後の拍にアクセント核があるものを尾高型と言い、その後に付く助詞が低く発音される。一方、平板型では後に続く助詞のピッチは下がらない。また、アクセント核が1拍目にあるものは頭高型と呼ばれる。東京式アクセントでは、一つの語に（音韻論的に意味のある）下がり目は一か所しかなく、アクセント核は単語の最初の拍から最後の拍までのどこかに置かれる（どこにも置くことができる）か、あるいはどこにも置かれないので、n拍語にはn+1種類のアクセント型（例えば2拍なら○○、○○、○○の3種類）がある。1拍名詞は単独ではアクセントの区別がつかない（東北北部を除く）が、助詞を付けた場合、○型は「とが」（戸が）のように助詞が高いか名詞と同じ高さで、○型では「めが」（目が）のように助詞が低くなる。
ただし、東京式アクセントとされている方言のうち、東北地方北部のアクセントは、型の区別が上がり目（昇り核）の位置で決まるアクセントである。昇り核によるアクセント体系は、青森県の青森市や弘前市、岩手県雫石町から報告されており、北奥羽方言全体を昇り核アクセントとする場合 もある。従来から東京式アクセントに含まれているが、下がり目を弁別しているのではなく、上がり目を弁別している点で他の東京式アクセントとは異なる。
一方、近畿地方・四国地方を中心に分布する京阪式アクセントの体系は、ピッチの下がり目だけでなく、語頭が高いか低いかも区別するものである。つまり、語頭が高いもの（高起式）は文中でも語頭が高く、語頭が低いもの（低起式）は文中でも低く始まる、というように語頭の高低は固定されている。例えば京阪式では「そえる」（高起平板）と「いちご」（低起・2拍目に核）は文中では「そえるいちご」のように発音され、東京式では単独の場合に「そえる」、「いちご」となるものが文中では「そえるいちご」（共通語の場合）のようになるのとは対照的である。このように、東京式アクセントと京阪式アクセントでは、どの語がどのアクセント型に当てはまるかだけでなく、アクセントの弁別システムが異なる。

## 各タイプと分布地域
「東京式アクセント」とは、必ずしも「東京と同じアクセント」という意味ではなく、地域による多少の違いがあり、内輪東京式(ないりんとうきょうしき)、中輪東京式(ちゅうりんとうきょうしき)、外輪東京式(がいりんとうきょうしき)（それぞれ「内輪式」「中輪式」「外輪式」とも言う）の3タイプに分けることができる。東京式アクセントは、京阪式アクセントの分布する近畿・四国を東西から挟むように分布しているが、このうち内輪東京式が近畿・四国に近い地域に分布し、その外側に中輪東京式が、さらに外側に外輪東京式が分布している。大まかに言って、内輪式は愛知県尾張・岐阜県・奈良県南部・近畿北西部・岡山県に分布し、中輪式は関東西部・甲信や中国地方大半、外輪式は新潟県や静岡県遠江・愛知県三河、九州北東部に分布する。また、北海道・東北北部から新潟県北部にかけてや島根県東部には、北奥羽式と呼ばれる外輪東京式の変種アクセントが分布しており、このほか福岡県筑前などに様々な変種アクセントがある。外輪式を内外輪式(うちがいりんしき)と外外輪式(そとがいりんしき)に分ける説もあり、内外輪式は静岡県遠江・愛知県三河や島根県東部、外外輪式は東北北部や大分県が該当する。
以下は詳しい分布地域。
- 内輪東京式

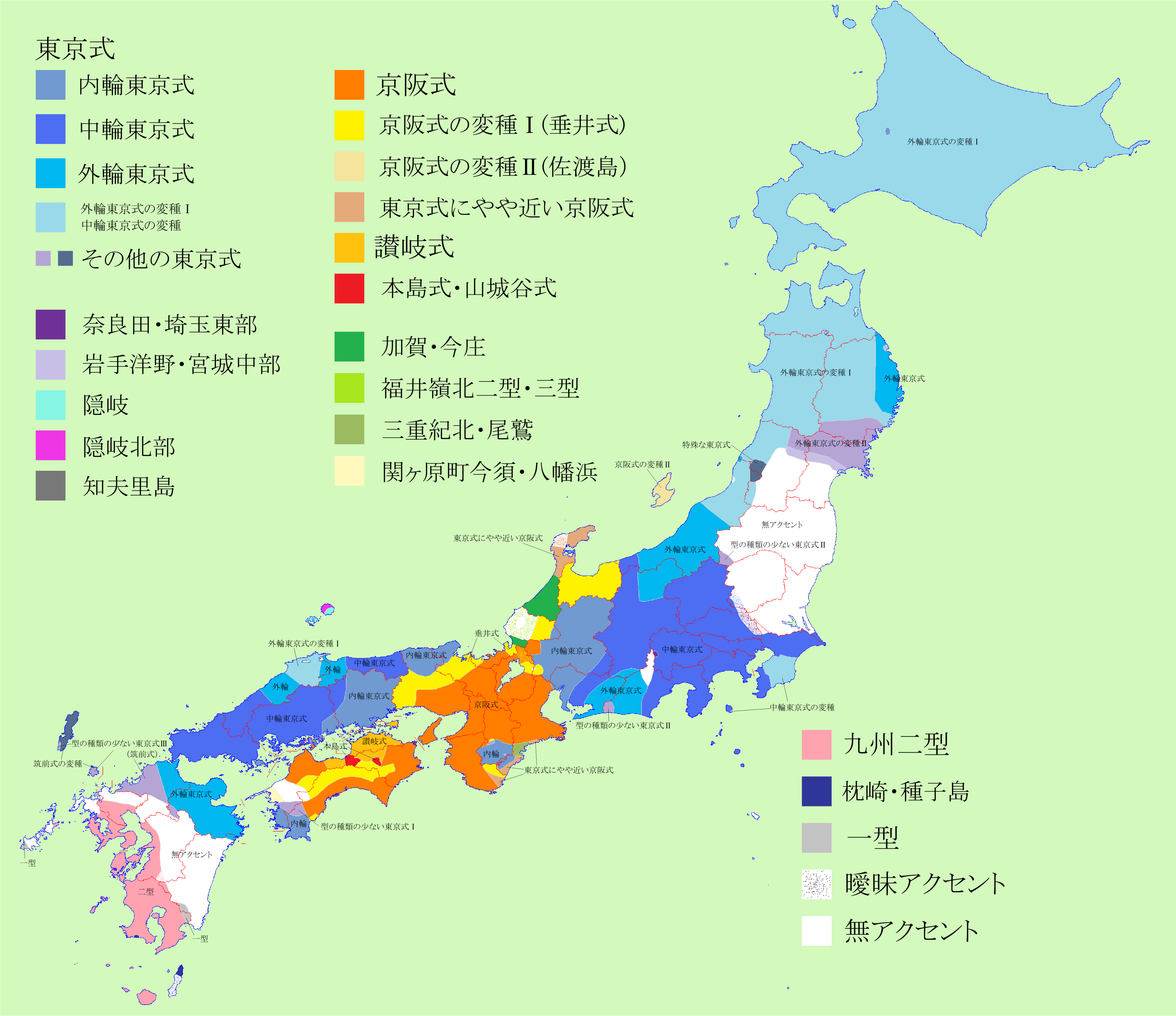
日本語のアクセント分布

  - 愛知県尾張、三重県旧長島町・木曽岬町、岐阜県（西端の京阪式・垂井式の地域、南東部の中輪式の地域を除く）、福井県大野市旧和泉村地区
  - 奈良県南部の天川村洞川・五條市大塔町（阪本などを除く）・十津川村・上北山村・下北山村（池原などを除く）・三重県熊野市の一部・和歌山県北山村[11]
  - 京都府丹後西部（京丹後市・与謝郡など）、兵庫県但馬（朝来市の朝来地区・生野地区を除く）、岡山県（北西部と倉敷市・玉野市の一部などを除く）、広島県南東部（福山市・尾道市など）、愛媛県の瀬戸内海上の一部の島（伯方島など）、山口県屋代島（周防大島）
  - 高知県幡多地方（四万十市・土佐清水市・宿毛市など）、愛媛県の宇和島市・愛南町など（中輪東京式とみる学者もいる）
  - 北海道新十津川町
- 中輪東京式
  - 栃木県足利市周辺、群馬県（館林市周辺を除く）、埼玉県（東端部を除く）、千葉県（中部を除く）、東京都（本土及び伊豆諸島御蔵島以北）、神奈川県、山梨県（一部除く）、静岡県の駿河（一部除く）・伊豆・遠江東部、長野県（北信地方及び最南端部を除く）、新潟県糸魚川市（旧青海町除く）、岐阜県東濃南東部、愛知県三河西部
  - 鳥取県東部・中部、岡山県北西部（新見市など）、広島県（南東部を除く）、島根県西部、山口県、愛媛県今治市大三島西部
- 中輪東京式の変種
  - 千葉県中部
- 外輪東京式
  - 岩手県三陸海岸北部
  - 新潟県越後の中部・西部（阿賀野川以南。糸魚川市を除く）、長野県北信地方
  - 静岡県遠江西部、愛知県三河東部、長野県最南端部（天龍村など）
  - 鳥取県西部、島根県中部
  - 大分県、福岡県東部（豊前全域と筑前の一部）
- 外輪東京式の変種〔「北奥羽式」とも言う〕
  - 北海道（一部除く）、青森県、岩手県（南部の一関市などと三陸海岸北部を除く）、秋田県、山形県庄内・最上地方、新潟県阿賀野川以北
  - 島根県東部（出雲）
- 型の種類の少ない東京式
  - 岩手県南部（一関市・大船渡市など）、宮城県北部（石巻市・旧古川市・気仙沼市など）
  - 山形県最上町[12]
  - 福島県西会津町西部[13]
  - 福島県檜枝岐村・只見町西部・南会津町西部[13][14]
  - 静岡県川根本町旧中川根町の水川・上長尾など
  - 静岡県旧新居町・旧舞阪町
  - 福岡県筑前、大分県日田市、長崎県壱岐・対馬〔「筑前式」とも言う〕
- 特殊な東京式
  - 新潟県村上市奥三面、山形県鶴岡市大鳥
  - 岡山県備前市日生町寒河

## 類
方言のアクセントを比較する上では、平板型や頭高型というような個々の「アクセントの型」に、どの語が当てはまるか、特にどの類（語類）に属する語が当てはまるかが問題にされる。類とは、平安時代後期の京都のアクセントにより単語を分類したものである。1拍名詞には3つの類があり、2拍名詞は5類、3拍名詞には7類ある。通説では、この平安時代後期の京阪式アクセントが各地で変化を起こして、東京式アクセントが成立したとされる。各地方でアクセントに変化が起こるとき、同じ語類に属する語は同じ方向に変化したと考えられている。そのため、各語のアクセントは、方言によってばらばらに異なるわけではなく、A方言でa型に発音される第X類の語が、B方言ではほとんどがb型に発音されるというような対応関係がみられる。ただし、各地域で独自にアクセントが変化したために、例外となった語もある。たとえば、「誰」や「どこ」は2拍名詞第一類に属すため平板型となるはずが、東京では頭高型になっている。また、後の時代になってからできた語や、合成語、外来語などは類に入れられず、地方間の対応も不規則である。

## アクセントの内容

### 概要
|     |         | 語例         | 内輪式 | 中輪式 | 内外輪式 | 外外輪式 |
| --- | ------- | ------------ | ------ | ------ | -------- | -------- |
| 1拍 | 第一類  | 子・戸・血   | ○      | ○      | ○        | ○        |
| 1拍 | 第二類  | 名・葉・日   | ○      | ○      | ○        | ○        |
| 1拍 | 第三類  | 木・手・目   | ○      | ○      | ○        | ○        |
| 2拍 | 第一類  | 鳥・鼻・水   | ○○     | ○○     | ○○       | ○○       |
| 2拍 | 第二類  | 石・音・紙   | ○      | ○      | ○○       | ○○       |
| 2拍 | 第三類  | 犬・月・花   | ○      | ○      | ○        | ○        |
| 2拍 | 第四類  | 糸・笠・何   | ○      | ○      | ○        | ○        |
| 2拍 | 第五類  | 秋・雨・春   | ○      | ○      | ○        | ○        |
| 3拍 | 第一類  | 形・魚・初め | ○○○    | ○○○    | ○○○      | ○○○      |
| 3拍 | 第二類  | 小豆・二つ   | ○○○    | ○○○    | ○○○      | ○○○      |
| 3拍 | 第四類  | 頭・男・鏡   | ○○○    | ○○○    | ○○○      | ○○○      |
| 3拍 | 第五類  | 朝日・命・涙 | ○      | ○      | ○        | ○        |
| 3拍 | 第六類  | 兎・狐・雀   | ○○○    | ○○○    | ○○○      | ○○○      |
| 3拍 | 第七A類 | 蚕・兜・病   | ○○○    | ○○○    | ○○○      | ○○○      |
| 3拍 | 第七B類 | 薬・盥・鉛   | ○○○    | ○○○    | ○○○      | ○○○      |

1拍名詞では、一類は○型（平板型）、三類は○型（起伏型）である。二類は、中輪式・外輪式では平板型だが、内輪式では起伏型の地域が広い。2拍名詞では、二類のアクセントに明確な地域差がある。内輪・中輪東京式では、2拍名詞の一類は○○型、二類と三類は○○型、四類と五類は○○型である。一方外輪式では、一類と二類が○○型、三類が○○型、四類と五類が○○型であり、二類が平板型である点で内輪・中輪式と相違している。
3拍名詞では、1・2拍名詞に比べると対応関係に乱れがある。右の表は大まかな傾向を示したものであり、3拍名詞にはかなりの例外がある。なお、五類は○○○型の地域が広いが、東京・静岡などでは○○○型になっている。第三類は所属語彙が少なく諸地域間で規則的に対応していないため省略した。
動詞や形容詞には、終止形において起伏式の語と平板式の語があり、第一類に属する語が平板式、第二類に属する語が起伏式である。起伏式の場合、多くの地域で終止形は○○、○○○、○○○○型となる（「帰る」のように○○○型の語もあるが少ない）。動詞や形容詞が活用したり助動詞などが付いたりしたアクセントは、終止形のアクセントとはまた別である。3拍一段動詞の二類は「かける」に対して「かけた」であり、3拍形容詞の二類も「しろい」に対して「しろく・しろう」となる地域が多い（東京・甲府・豊橋・名古屋・岡山・鳥取・広島・大分など）。
|           |        | 型   | 語例                                                   |
| --------- | ------ | ---- | ------------------------------------------------------ |
| 2拍動詞   | 第一類 | ○○   | 言う・居る・買う・着る・する・寝る・乗る               |
| 2拍動詞   | 第二類 | ○    | 書く・来る・住む・取る・出る・見る・読む               |
| 3拍動詞   | 第一類 | ○○○  | 上げる・入れる・変わる・使う・運ぶ・負ける・止める     |
| 3拍動詞   | 第二類 | ○    | 受ける・動く・起きる・思う・掛ける・残る・走る・見える |
| 2拍形容詞 |        | ○    | 無い・濃い・良い                                       |
| 3拍形容詞 | 第一類 | ○○○  | 赤い・甘い・厚い・重い・暗い                           |
| 3拍形容詞 | 第二類 | ○    | 熱い・痛い・黒い・白い・強い・早い・欲しい・悪い       |
| 4拍形容詞 | 第一類 | ○○○○ | 悲しい・やさしい・宜しい                               |
| 4拍形容詞 | 第二類 | ○○○  | 苦しい・親しい・正しい・楽しい                         |

### 地域差
1拍名詞二類の語彙は、中輪式・外輪式では○型（アクセント核なし）であるが、内輪東京式の地域の多く（名古屋・岐阜・岡山など）では○型である。一方内輪式でも、兵庫県但馬や四国南西部は、1拍名詞二類は○型である。また、動詞に「て」「た」の付く形では、内輪式と中輪式の間で違いがある。動詞の「-て・た」形は、2拍五段の一類では、中輪式で「咲いた」「言った」「飛んだ」など平板だが、内輪式ではこれらで起伏型になる地域がある。2拍一段の二類は、中輪式では「見た」「出た」だが内輪式では平板型である。3拍一段動詞一類は、内輪式では「上げた」または「上げた」である。これらの違いは、東京式アクセントが成立したときの音節構造（内輪式では長音・撥音・促音を一拍として数えたが中輪式ではそうではなかった）や、中輪式では類推により活用形アクセントの変化が起きたことが、原因とみられる。
また、内輪式の地域の大半で、動詞・形容詞の一類を平板式に、二類を起伏式にするという区別があいまいになる傾向がある。形容詞では、愛知県名古屋市とその周辺・岐阜県・兵庫県但馬・岡山県南部・広島県福山市で、型の区別を失いすべて「あかい」のような起伏式に統合されている。また、名古屋市や岐阜市などでは3・4拍一段動詞についても区別を失って「上げる」のような起伏式に統合されている。
外輪東京式では、2拍名詞の二類や3拍名詞の二類が平板型である点で、内輪・中輪式と異なる。3拍名詞の三類（「力」など）は所属語彙が少なく対応が不規則だが、内輪・中輪式の祖形が○○○型と推定されるのに対し、外輪式では○○○型（平板型）である。このことは通時的に大きな意味があり、外輪式がほかの東京式よりも早い時代に京阪式から分岐したことを意味する。また3拍名詞の六類や七B類は、外外輪式のみ○○○型で七A類と統合しているが、内輪式・中輪式・内外輪式では平板型である。
アクセントの型が、母音が広いもの（a,e,o）か狭いもの（i,u）かによる制限を受ける地域がある。外輪東京式がこの制限により変化したものが北海道方言と北奥羽方言（三陸海岸北部を除く）と出雲方言に分布し、中輪東京式がこの制限で変化したものが千葉県の中部にあり、福岡県筑前でもこの制限を受ける。例えば、新潟県下越（阿賀野川以北）、山形県庄内・最上地方、秋田県、岩手県の一部、青森県津軽地方では、2拍名詞の第四類・第五類のうち、2拍目の母音が狭いもの（春など）は○○型のままだが、2拍目の母音が広いもの（糸など）は○○型になり第三類と同じになる（秋田弁のアクセントも参照）。
出雲方言も北奥羽のものに近いが、2拍目が狭母音の場合は「とり」「とりが」のように助詞付きのときに狭母音の低下現象が起こる。○○型の2拍名詞三類でも、「あし」「あしが」のように助詞付きでは高い部分が助詞へ移る。四・五類で2拍目が狭母音の場合は「あきが」型の場合と「まつが」型の場合に分かれるが、出雲市旧大社町など一部地域の主に明治から昭和初期生まれでは、四類は三類と同様の「まつが」型、五類は「あきが」型の傾向がある。ただしこの区別は、五類に属する語の第2拍の語音に偏りがあることや、同じ意味範疇に属する語が同じアクセントになる現象(群化)、借用語による、見かけ上のものである可能性がある。
「型の種類の少ない東京式」として挙げられている地域では、他の東京式の地域よりもアクセントの型の数が少なく、いずれも2拍名詞の型が2種類しかない。このうち、岩手県南部・宮城県北部のアクセントは、1拍名詞は第一類・第二類が○型（無核型）、第三類が○型で中輪・外輪式と同じだが、2拍名詞は第一類・第二類が○○型、第三類・第四類・第五類が○○型であり、○○型がない。また、3拍名詞は○○○型、○○○型、○○○型の3種類で○○○型がない。福島県南会津郡と静岡県新居のアクセントもこれとほぼ同じものである。一方、静岡県川根本町水川・上長尾では○○、○○○といった尾高型がなく、2拍名詞は第一類・第二類が○○型、第三類・第四類・第五類が○○型である。福岡県筑前のアクセントでは、2拍名詞は○○型と○○型の2種類で平板型がなく、壱岐大部分のアクセントも筑前のものに近い。対馬大部分では、一・二・四・五類および三類のうち二拍目に狭母音を持つものが○○型で、第三類のうち二拍目に広母音を持つものだけ○○型である。また福岡県筑前は、動詞・形容詞も平板型がなく起伏式に統合されている。
このほか、静岡県駿河・遠江では、3拍一段動詞二類が「起きる」のように○○○型である。これは、静岡で3拍名詞五類が○○○→○○○の変化を起こしたのが契機となって、もともと○○○型だった連用形（「起きた」）に類推した結果である。さらに浜松市付近では、3拍形容詞二類も「しろい」のように○○○型になっている。

### 上がり目の位置
共通語を含む東京式アクセントの地域の大半では、「かぜが」のように頭高型を除いて語の2拍目は1拍目より高くなる。一方、北奥羽方言の地域や鳥取県東部・中部では、「いもうとが」のようにアクセント核のみ一拍が高く、それ以外は低く発音される。これを卓立調または一拍卓立調といい、広島県西部にもこの傾向がある。また北奥羽方言では、平板型の語は音の上昇がなく、全て低く平らに言う傾向が強く、尾高型の語とは助詞を付けずに区別することができる。また名古屋市や岐阜市などでは、3拍以上の語で「ともだち」のように上がり目が後にずれた発音がある。兵庫県の但馬南部、広島県の福山市、尾道市 などでは、平板型で「さくらが」、尾高型で「あたまが」のように、高い拍から始まる無上昇の音調がある。
また、ほとんどの地域で、ピッチが下がった後に一語内で再び上がることはない。しかし、鳥取県鳥取市西端・湯梨浜町付近 や高知県旧中村市 など全国各地に、3拍以上の文節で「かぜが」「おとこが」「ともだちが」「みずうみが」のように、文節の1拍目が高くなりいったん下降したあと再び上昇するような音調を持つ地域がある。これを重起伏調または連動卓立調、初拍卓立調という。
|               | 語例       | 東京など多数 | 倉吉   | 長野/豊橋/大分 | 盛岡   | 札幌/新潟       | 秋田            | 松江            | 福岡            |
| ------------- | ---------- | ------------ | ------ | -------------- | ------ | --------------- | --------------- | --------------- | --------------- |
| 第一類        | 庭が・鳥が | にわが       | にわが | にわが         | にわが | にわが          | にわが / にわが | にわが、 とりが | にわが、 とりが |
| 第二類        | 川が・石が | かわが       | かわが | かわが         | かわが | かわが          | かわが / かわが | かわが、 いしが | かわが、 いしが |
| 第三類        | 山が・犬が | やまが       | やまが | やまが         | やまが | やまが          | やまが          | やまが、 いぬが | やまが          |
| 第四類 第五類 | 笠が・猿が | かさが       | かさが | かさが         | かさが | かさが、 さるが | かさが、 さるが | かさが、 さるが | かさが          |

## 歴史
|     |        | 京都     | 京都     | 京都   | 現代東京 |
|     |        | 平安後期 | 室町後期 | 現代   | 現代東京 |
| --- | ------ | -------- | -------- | ------ | -------- |
| 2拍 | 第一類 | とりが   | とりが   | とりが | とりが   |
| 2拍 | 第二類 | おとが   | おとが   | おとが | おとが   |
| 2拍 | 第三類 | いぬが   | いぬが   | いぬが | いぬが   |
| 2拍 | 第四類 | いとが   | いとが   | いとが | いとが   |
| 2拍 | 第五類 | あめぇが | あめぇが | あめが | あめが   |

日本語のアクセントの歴史については、長く都であった京都のアクセントの記録が多く残り、そのうち最も古い記録の一つに、平安時代後期に書かれた「類聚名義抄」がある。これに記された京都のアクセントは2拍名詞において5種類の型を区別しており、各語類のアクセントは、一類が「高高」、二類が「高低」、三類が「低低」、四類が「低高」、五類が「低降」であったとみられる。その後、室町時代の京都のアクセントでは、二類と三類の区別がなくなり統合するなど、鎌倉時代までのアクセントから変化しており、その後も変化を続けて現在に至っている。
東京式アクセントを記録した過去の資料は極端に少ないが、伊勢貞丈（1715-84）の『安斎随筆』には、関東での「月」「花」の発音は二拍目が上がるという記述がある。これが尾高型を指すのか平板型を指すのかは不明だが、尾高型だとすれば現代の東京と同じということになる。また、さらに古く室町時代には、金春禅鳳が『毛端私珍抄』で、「犬」の2拍目を高く言うのが坂東・筑紫なまりだと述べている。
東京式アクセントと京阪式アクセントの間には、各語類ごとにほぼ規則的な対応関係がある。例えば、「月」「花」などの二拍名詞第三類は、東京式アクセントでは○○型、京阪式アクセントでは高起式の○○型である。また、「雨」「春」などの二拍名詞第五類は、東京式アクセントでは○○型、京阪式アクセントでは低起式の○○型である。
このようなことから、類聚名義抄に記されたようなアクセントが日本各地のアクセントの祖体系で、これが様々に変化して東京式や現代の京阪式、二型式などの違いを生んだとする説がよく知られている。京阪式から東京式への変化は起こりやすい変化で、東日本や中国地方といった離れた地域で独自に同じ方向へ変化したとされる（金田一春彦 など）。また、漢語にも東京式と京阪式の間で和語と同じような対応関係があることから、両者の分岐時期は平安時代以降とみられる。
一方で、金田一の説では離れた地域で複数の同じ変化が同じ順番で発生したとみなしている点を、複数の研究者が問題視している。S.ロバート・ラムゼイは、類聚名義抄に記されたアクセントの高低を定説とは逆に解釈した。ラムゼイの説では平安時代の京都アクセントの下がり目の位置が保存された体系が東京式である。服部四郎や五十嵐陽介はこれとは異なり、より古い時代の日琉祖語のアクセント体系が変化して、東京式と京阪式(平安京都)に分岐したとする仮説を提示している。また山口幸洋は中央の京阪式アクセントと地方の無アクセントの接触によって、東京式アクセントが生まれたとする説を提唱した。また山口は、関東西部から中部地方東部にかけての中輪東京式の分布を、徳川武士団の西三河から江戸への移住によるものとしている。